# Melogramma campylosporum
Melogramma campylosporum är en svampart som beskrevs av Fr. 1849. Enligt Catalogue of Life ingår Melogramma campylosporum i släktet Melogramma,  och familjen Melogrammataceae, men enligt Dyntaxa är tillhörigheten istället släktet Melogramma,  och familjen Melanconidaceae. Arten är reproducerande i Sverige. Inga underarter finns listade i Catalogue of Life.